# Ophiostoma himal-ulmi
Ophiostoma himal-ulmi är en svampart som beskrevs av Brasier & M.D. Mehrotra 1995. Ophiostoma himal-ulmi ingår i släktet Ophiostoma och familjen Ophiostomataceae.   Inga underarter finns listade i Catalogue of Life.